# Bitwa pod Czarncą
Bitwa pod Czarncą – nierozstrzygnięta bitwa stoczona 24 września 1863 roku pod miejscowością Czarnca pomiędzy powstańcami styczniowymi majora Zygmunta Chmieleńskiego a siłami Imperium Rosyjskiego.

## Przebieg bitwy
Oddział mjr. Zygmunta Chmieleńskiego od 21 września był ścigany przez wojska rosyjskie. Wobec braku możliwości odpoczynku Chmieleński dostrzegał ryzyko utraty przez piechotę całości wartości bojowej. Aby umożliwić tej części oddziału odejście ze strefy zagrożenia i dać możliwość wypoczynku po starciu pod Warzynem oraz trzech dniach uchodzenia przed rosyjskim pościgiem, Chmieleński odwrócił kawalerię czołem do Rosjan, a w tym czasie piechota oddaliła się z pola bitwy. Kawaleria po krótkim starciu szybko wycofała się w stronę Secemina, odskakując Rosjanom na kilka kilometrów. Podczas tego odwrotu zginęło czterech powstańców, w tym 17-letni Gustaw Saski, cioteczny brat Stefana Żeromskiego (echa śmierci Gustawa znalazły się w Wiernej rzece).
Już 30 września oddział Chmieleńskiego został zmuszony do stoczenia pod Mełchowem kolejnej bitwy z Rosjanami, w której powstańcy zostali pokonani.